# PLD6
PLD6 (англ. Phospholipase D family member 6) – білок, який кодується однойменним геном, розташованим у людей на 17-й хромосомі. Довжина поліпептидного ланцюга білка становить 252 амінокислот, а молекулярна маса — 28 273.
| 10         |  | 20         |  | 30         |  | 40         |  | 50         |
| ---------- |  | ---------- |  | ---------- |  | ---------- |  | ---------- |
| MGRLSWQVAA |  | AAAVGLALTL |  | EALPWVLRWL |  | RSRRRRPRRE |  | ALFFPSQVTC |
| TEALLRAPGA |  | ELAELPEGCP |  | CGLPHGESAL |  | SRLLRALLAA |  | RASLDLCLFA |
| FSSPQLGRAV |  | QLLHQRGVRV |  | RVVTDCDYMA |  | LNGSQIGLLR |  | KAGIQVRHDQ |
| DPGYMHHKFA |  | IVDKRVLITG |  | SLNWTTQAIQ |  | NNRENVLITE |  | DDEYVRLFLE |
| EFERIWEQFN |  | PTKYTFFPPK |  | KSHGSCAPPV |  | SRAGGRLLSW |  | HRTCGTSSES |
| QT         |  |            |  |            |  |            |  |            |

A: Аланін

C: Цистеїн

D: Аспарагінова кислота

E: Глутамінова кислота

F: Фенілаланін

G: Гліцин

H: Гістидин

I: Ізолейцин

K: Лізин

L: Лейцин

M: Метіонін

N: Аспарагін

P: Пролін

Q: Глутамін

R: Аргінін

S: Серин

T: Треонін

V: Валін

W: Триптофан

Кодований геном білок за функціями належить до гідролаз, нуклеаз, ендонуклеаз. 
Задіяний у таких біологічних процесах, як метаболізм ліпідів, деградація ліпідів, диференціація клітин, сперматогенез, мейоз. 
Білок має сайт для зв'язування з іонами металів, іоном цинку. 
Локалізований у мембрані, мітохондрії, зовнішній мембрані мітохондрій.